# 서울 성동 FC
서울 성동 FC(Seoul Seongdong Futsal Club)는 대한민국 서울특별시에 있는 풋살 선수단이다. 성동스포츠가 운영하는 남자 세미프로 풋살단이며, 2018년에 창단되었다.

## 역사
성동구 풋살연맹의 적극적인 지원을 바탕으로 탄생한 구단으로 성동구에서 유소년 팀에서 올라온 선수들과 성동구민 위주의 젊은 선수들로 선수단을 구성하여 2018-19시즌부터 FK 드림리그에 참가하게 되었다.

## 지도자
| 직위 | 이름   | 비고 |
| ---- | ------ | ---- |
| 감독 | 김운성 |      |

### 역대 감독
| 순번 | 이름   | 선임   | 사임 | 재임시즌 | 비고     |
| ---- | ------ | ------ | ---- | -------- | -------- |
| 1대  | 김운성 | 2018년 |      |          | 초대감독 |

## 역대 성적

### FK 드림리그 / FK컵 성적
| 시즌    | 경기 | 승 | 무 | 패 | 득 | 실 | 차  | 승점 | 순위    | FK컵    |
| ------- | ---- | -- | -- | -- | -- | -- | --- | ---- | ------- | ------- |
| 2017    | 1    | 0  | 0  | 1  | 4  | 8  | -4  |      | 1라운드 | O       |
| 2018-19 | 15   | 1  | 2  | 12 | 57 | 83 | -26 | 5    | 5위     | 1라운드 |
|         |      |    |    |    |    |    |     |      |         |         |
|         |      |    |    |    |    |    |     |      |         |         |

## 참고 문헌
- “스포츠지원포털 등록 현황”. 대한체육회.
- “KFA 통합경기정보 시스템”. 대한축구협회.